# Merops philippinus
El abejaruco coliazul o de cola azul (Merops philippinus) es una especie de ave coraciforme de la familia Meropidae nativa del sureste de Asia. Es fuertemente migratorio, visto por temporadas en gran parte de la India peninsular. A veces es considerada conespecífica con el abejaruco persa, Merops persicus.

## Descripción
Esta especie, al igual que otros abejarucos, es un ave delgada ricamente coloreada. Es predominantemente verde; tiene un parche azul estrecho en el rostro con una raya ocular negra, y la garganta es amarilla y marrón; la cola es de color azul y el pico negro. Puede alcanzar una longitud de 23–26 cm, incluyendo las dos alargadas plumas centrales de la cola. Ambos sexos son similares en apariencia.

## Comportamiento
Esta es un ave que se reproduce en campos abiertos, tales como campos agrícolas, parques o campos de arroz. Con mayor frecuencia se ve cerca de grandes cuerpos de agua. Al igual que otros abejarucos come predominantemente insectos, especialmente abejas, avispas y avispones, que son atrapados en el aire mediante incursiones desde una percha abierta. Esta especie probablemente atrapa abejas y libélulas en números casi iguales. Los insectos que son capturados son golpeados sobre la percha para matar y romper el exoesqueleto. Este hábito se ve en muchos otros miembros de la orden Coraciiformes.

## Subespecies
Se reconocen cuatro subespecies:
- M. p. celebensis W. Blasius, 1885, Sulawesi y Flores e islas menores de la Sonda;
- M. p. javanicus Horsfield, 1821, India y Sri Lanka al sur de China e Indochina;
- M. p. philippinus Linnaeus, 1766
- M. p. salvadorii A. B. Meyer, 1891, Nueva Guinea y Nueva Bretaña.